# Ewald Danel
Ewald Danel (* 21. září 1956, Horní Suchá) je český houslista a dirigent.

## Život

### Studium
Danel studoval hru na housle a dirigování na Janáčkově konzervatoři v Ostravě a Vysoké škole múzických umění v Bratislavě. Absolvoval dirigentský kurz u Karla Österreichera, kurz sborového dirigování u Jana Wierszyłowského a doktorandské studium u Bohdana Warchala.

### Umělec
Od roku 1985 je koncertním mistrem Slovenské filharmonie, se kterou spolupracuje i jako sólista a dirigent. Od roku 2001 je také uměleckým vedoucím Slovenského komorního orchestru.
Danel koncertoval v mnoha zemích světa, například v Japonsku, Koreji, Egyptě, Panamě, Brazílii a USA. Dlouhodobá spolupráce jej spojuje s Orquestra Sinfonica Municipal Sao Paulo, Hiroshima Symphony Orchestru, Akita Chamber Orchestru, Tokyo Harmonia Chamber Orchestru, hostitelsky vystupoval s orchestry Klang Verwaltung München, Orchestru Ensemble Kanazawa, Nachem y, Pražskou komorní filharmonií, Orquesta Filarmónica de Málaga, Janáčkovou filharmonií Ostrava a další. V Hiroshima Symphony Orchestra byl v letech 2008 – 2014 hlavním hostujícím dirigentem.

### Pedagog
V současnosti (2023) je pedagogem na Akademii umění v Banské Bystrici.